# デソト郡 (フロリダ州)
デソト郡（英: DeSoto County）は、アメリカ合衆国フロリダ州のフロリダ半島中央部に位置する郡である。2010年国勢調査での人口は34,862人であり、2000年の32,209人から8.2%増加した。郡庁所在地はアーカディア市（人口7,637人）であり、同郡で人口最大の都市でもある。
デソト郡はアーカディア小都市圏を構成している。

## 歴史

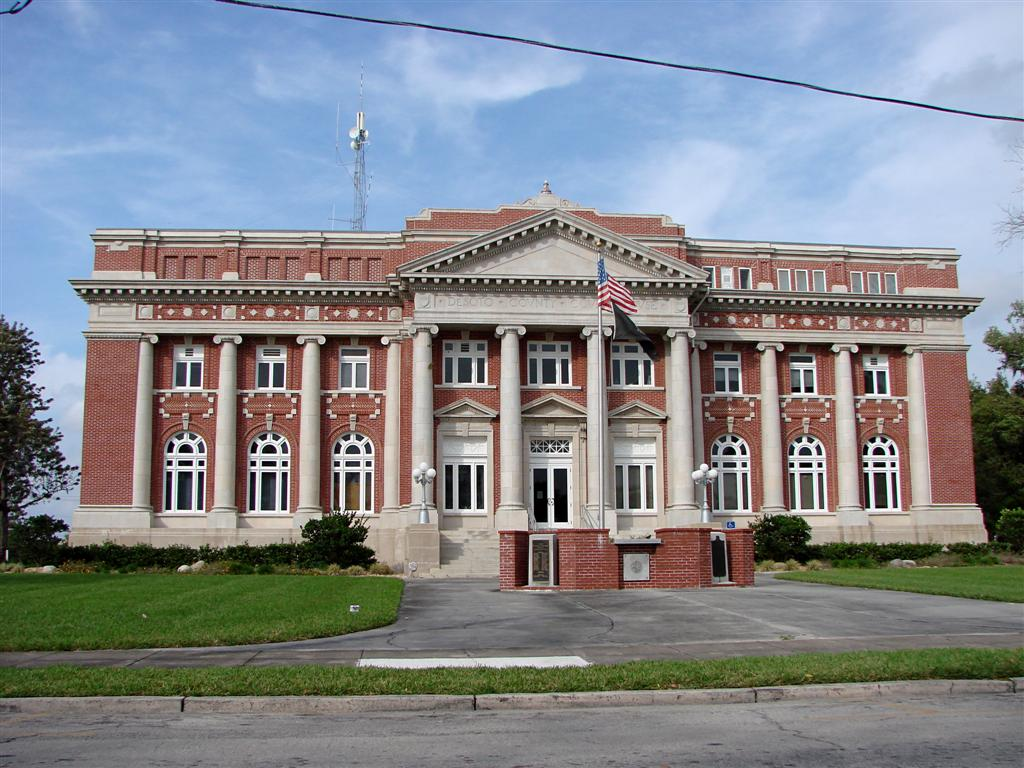
アーカディア市にあるデソト郡庁舎

デソト郡は1887年に設立された。郡名はスペイン人探検家エルナンド・デ・ソトに因んで名付けられており、州内のヘルナンド郡も同様である。
当初の領域は現在ある他の幾つかの郡も含んでいたが、1921年、州議会がシャーロット郡、グレーズ郡、ハーディ郡、ハイランズ郡を創設して小さくなった。
第二次世界大戦中、デソト郡はカールストローム陸軍航空基地を運営しており、アメリカ人とイギリス人パイロットの訓練を行った。この基地での訓練中に23人のイギリス人パイロットが亡くなり、アーカディアの町にあるデソト郡のオークリッジ墓地に埋葬されている。1945年、この基地から最後の訓練生を送り出して、任務を終えた。その後フロリダ州に1ドルで売却され、G・ピアース・ウッド記念病院と呼ばれる精神病院になった。さらにその後非行少年の矯正施設に転換された。
2004年8月13日、ハリケーン・チャーリーがデソト郡の頭上を通過した。暴風が1時間も持続し、多くの建物に被害を与え、全壊したものも多かった。

## 地理
アメリカ合衆国国勢調査局に拠れば、郡域全面積は639.50平方マイル (1,656.3 km2)であり、このうち陸地637.27平方マイル (1,650.5 km2)、水域は2.23平方マイル (5.8 km2)で水域率は0.35%である。

### 隣接する郡
- ハーディ郡 - 北
- ハイランズ郡 - 東
- グレーズ郡 - 南東
- シャーロット郡 - 南
- サラソータ郡 - 西
- マナティ郡 - 北西

## 人口動態
以下は2000年国勢調査による人口統計データである。
| 基礎データ - 人口: 32,209人 - 世帯数: 10,746 世帯 - 家族数: 7,672 家族 - 人口密度: 20人/km2（50人/mi2） - 住居数: 13,608軒 - 住居密度: 8軒/km2（21軒/mi2） 人種別人口構成 - 白人: 73.33% - アフリカン・アメリカン: 12.72% - ネイティブ・アメリカン: 1.59% - アジア人: 0.41% - 太平洋諸島系: 0.04% - その他の人種: 10.49% - 混血: 1.43% - ヒスパニック・ラテン系: 24.90% 年齢別人口構成 - 18歳未満: 22.7% - 18-24歳: 11.2% - 25-44歳: 26.7% - 45-64歳: 20.5% - 65歳以上: 19.0% - 年齢の中央値: 36歳 - 性比（女性100人あたり男性の人口） - 総人口: 128.3 - 18歳以上: 134.7 | 世帯と家族（対世帯数） - 18歳未満の子供がいる: 26.5% - 結婚・同居している夫婦: 55.5% - 未婚・離婚・死別女性が世帯主: 10.3% - 非家族世帯: 28.6% - 単身世帯: 21.0% - 65歳以上の老人1人暮らし: 11.4% - 平均構成人数 - 世帯: 2.70人 - 家族: 3.00人 収入と家計 - 収入の中央値 - 世帯: 30,714米ドル - 家族: 34,726米ドル - 性別 - 男性: 22,572米ドル - 女性: 20,004米ドル - 人口1人あたり収入: 14,000米ドル - 貧困線以下 - 対人口: 23.6% - 対家族数: 14.2% - 18歳未満: 31.5% - 65歳以上: 7.3% |

## 都市と町

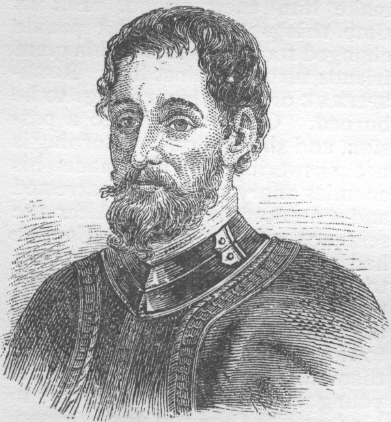
スペイン人探検家エルナンド・デ・ソト

### 法人化自治体
- アーカディア - 郡庁所在地

### 未編入の町
- ブラウンビル
- フォートオグデン
- ハル
- レイクスージー
- ノカティ
- パインレベル（ゴーストタウン）
- サウスイーストアーカディア（国勢調査指定地域）

## 政治
州および国政選挙の大半でデソト郡は共和党候補を支持しているが、郡レベルでは保守派民主党候補を選ぶ傾向がある。
| 年     | 共和党 | 民主党 | その他 |
| ------ | ------ | ------ | ------ |
| 2008年 | 55.4%  | 43.1%  | 1.5%   |
| 2004年 | 58.1%  | 41.1%  | 0.8%   |
| 2000年 | 54.5%  | 42.5%  | 3.0%   |
| 1996年 | 43.7%  | 43.0%  | 12.9%  |
| 1992年 | 41.3%  | 35.6%  | 22.7%  |
| 198年  | 65.6%  | 33.7%  | 0.6%   |

### 政府関連
- DeSoto County Board of County Commissioners official website
- DeSoto County Supervisor of Elections
- DeSoto County Property Appraiser
- DeSoto County Sheriff's Office
- DeSoto County Tax Collector

### 特殊地区
- DeSoto County Public Schools
- Southwest Florida Water Management District
- Heartland Library Cooperative

### 司法関連
- Office of the State Attorney, 12th Judicial Circuit of Florida serving DeSoto, Manatee, and Sarasota counties
- Circuit and County Court for the 12th Judicial Circuit of Florida

### 観光
- DeSoto County Chamber of Commerce
- DeSoto County Tourism Development Council

### メディア
- WFLM-AM (1480 WFLN Newsradio)
- WZZS-FM (106.9 The Bull)
- WZSP-FM (105.3 La Zeta)
- DeSoto County News and The Arcadian historical newspapers for DeSoto County are openly accessible in the Florida Digital Newspaper Library

### その他
- Ducoda Technologies  database design services, custom software solutions.
- Lakeside Dermatology

座標: 北緯27度11分 西経81度49分 / 北緯27.19度 西経81.81度